# اوبرهوفن آم تونرزه
اوبرهوفن آم تونرزه (به آلمانی: Oberhofen am Thunersee) یک بخش در سوئیس است که در کانتون برن واقع شده‌است.

## خصوصیات
اوبرهوفن آم تونرزه ۲٬۳۶۶ نفر جمعیت دارد.

## نگارخانه

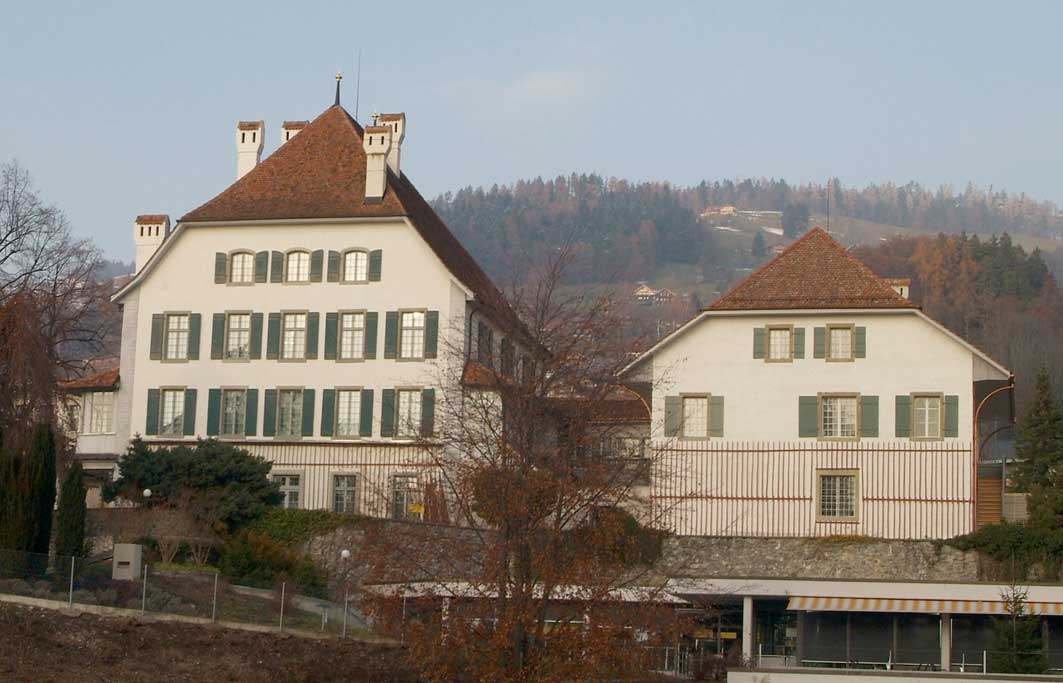